# Ney (Jura)
Ney ist eine französische Gemeinde im Département Jura in der Region Bourgogne-Franche-Comté.

## Geographie
Ney liegt auf 530 m, etwa zwei Kilometer westsüdwestlich der Stadt Champagnole (Luftlinie). Das Dorf erstreckt sich im Jura, in der Ebene von Champagnole, südlich des Ain, am Nordfuß eines markanten Bergvorsprungs (Bénédégand), der zum Hochplateau von Champagnole überleitet.
Die Fläche des 7,26 km² großen Gemeindegebiets umfasst einen Abschnitt des französischen Juras. Die nördliche Grenze verläuft stets entlang dem Ain, der hier mit gewundenem Lauf von Osten nach Westen fließt. Der Fluss verläuft in einem Tal, das rund 30 bis 40 m in die Ebene von Champagnole eingesenkt ist. Vom Flusslauf erstreckt sich das Gemeindeareal südwärts auf die durchschnittlich auf 530 m liegende Ebene. Diese wird flankiert von einem dicht bewaldeten Steilhang, der an seiner Oberkante von einem Felsband gekrönt wird und zum Hochplateau von Champagnole überleitet. Auch der 1 km breite und 2 km lange Talkessel südlich des Dorfes, in dem der Bief de la Reculée entspringt, gehört zur Gemeinde. Die Gemeindegrenze verläuft dabei meist oberhalb des Steilhangs. Mit 719 m wird auf dem Bénédégand, einem schmalen Vorsprung, der den Talkessel vom Tal des Ain im Osten trennt, die höchste Erhebung von Ney erreicht.
Nachbargemeinden von Ney sind Champagnole im Norden, Cize im Osten, Loulle im Süden sowie Mont-sur-Monnet und Monnet-la-Ville im Westen.

## Geschichte
Erstmals urkundlich erwähnt wurde die Ortschaft im 11. Jahrhundert unter dem Namen Cognosh. Im Lauf der Zeit wandelte sich der Ortsname zu Ney.

## Sehenswürdigkeiten
Die Dorfkirche Saint-Martin in Ney wurde im 18. Jahrhundert errichtet und besitzt einen bemerkenswerten Altar aus dem 17. Jahrhundert. Auf der zum Bénédégand ansteigenden Flanke oberhalb des Dorfes befindet sich eine Kapelle.

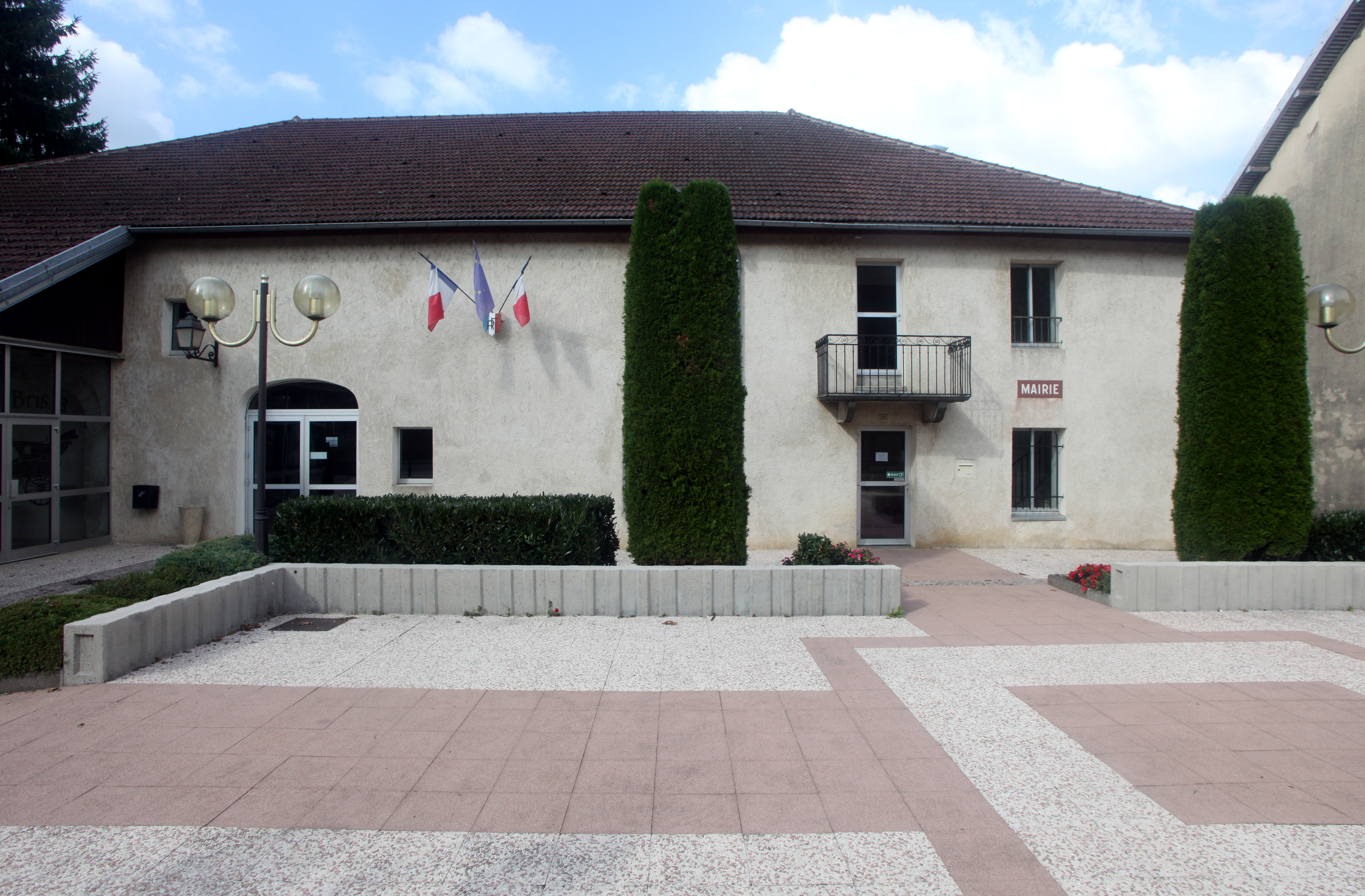
Mairie Ney
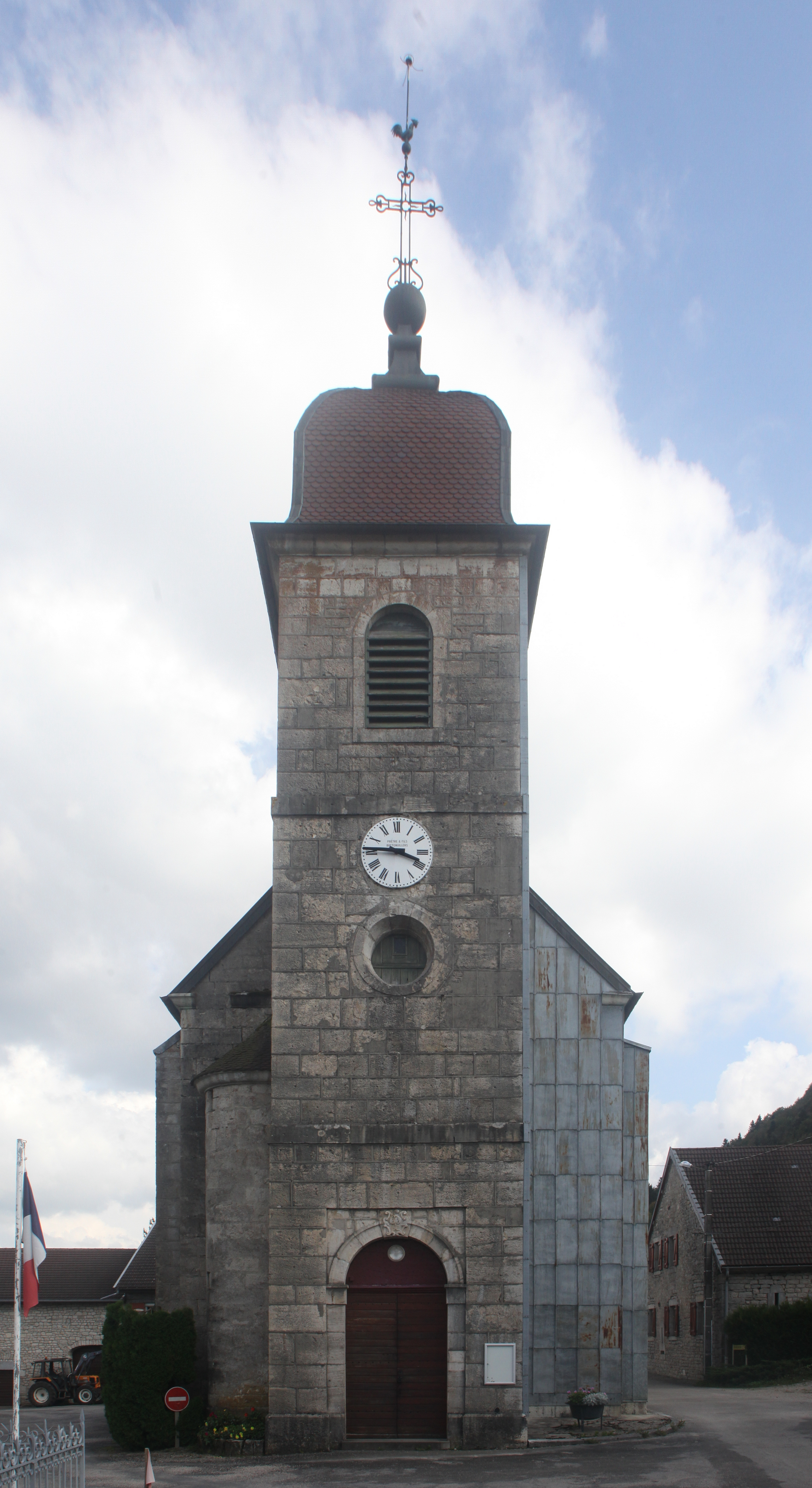
Kirche Saint-Martin

## Bevölkerung
| Jahr                       | 1962 | 1968 | 1975 | 1982 | 1990 | 1999 | 2004 | 2019 |
| -------------------------- | ---- | ---- | ---- | ---- | ---- | ---- | ---- | ---- |
| Einwohner                  | 356  | 459  | 580  | 541  | 541  | 577  | 589  | 589  |
| Quellen: Cassini und INSEE |      |      |      |      |      |      |      |      |

Mit 597 Einwohnern (Stand 1. Januar 2022) gehört Ney zu den kleinen Gemeinden des Départements Jura. Nachdem die Einwohnerzahl in der ersten Hälfte des 20. Jahrhunderts stets im Bereich von rund 250 Personen gelegen hatte, wurde vor allem während der 1960er und 70er Jahre eine deutliche Bevölkerungszunahme verzeichnet. Seither verblieb die Einwohnerzahl auf annähernd konstantem Niveau.

## Wirtschaft und Infrastruktur
Ney war bis weit ins 20. Jahrhundert hinein ein vorwiegend durch die Landwirtschaft geprägtes Dorf. Daneben gibt es heute einige Betriebe des Klein- und Mittelgewerbes, darunter eine große Druckerei und eine Möbelfabrik. Mittlerweile hat sich das Dorf auch zu einer Wohngemeinde gewandelt. Viele Erwerbstätige sind Wegpendler, die in den größeren Ortschaften der Umgebung, hauptsächlich in Champagnole, ihrer Arbeit nachgehen.
Die Ortschaft ist verkehrstechnisch recht gut erschlossen. Sie liegt an der Hauptstraße D471, die von Champagnole nach Pont-du-Navoy und weiter nach Lons-le-Saunier führt. Weitere Straßenverbindungen bestehen mit Cize, Loulle und Mont-sur-Monnet.